# Châtel-sur-Moselle
Châtel-sur-Moselle (dt. Muselburg) ist eine französische Gemeinde mit 1726 Einwohnern (Stand 1. Januar 2022) im Département Vosges in der Region Grand Est (bis 2015 Lothringen). Sie gehört zum Arrondissement Épinal, zum Gemeindeverband Agglomération d’Épinal und zum Kanton Charmes.

## Geografie
Die Gemeinde liegt am rechten Ufer der Mosel und des parallel verlaufenden Schifffahrtskanals Canal des Vosges, etwa zwölf Kilometer nördlich von Épinal. In Châtel-sur-Moselle mündet der Durbion in die Mosel. Nachbargemeinden sind Moriville im Norden, Hadigny-les-Verrières im Nordosten, Zincourt im Osten, Vaxoncourt im Südosten, Nomexy im Südwesten und Portieux im Nordwesten.

## Geschichte
Der Ort wurde 1072 als Festung gegründet.

### Bevölkerungsentwicklung
| Jahr      | 1962 | 1968 | 1975 | 1982 | 1990 | 1999 | 2006 | 2017 |
| Einwohner | 1549 | 1498 | 1621 | 1942 | 1838 | 1659 | 1672 | 1702 |

## Sehenswürdigkeiten
- Kirche St. Laurentius (Église Saint-Laurent) aus dem 19. Jahrhundert
- Ruine der mittelalterlichen Festung

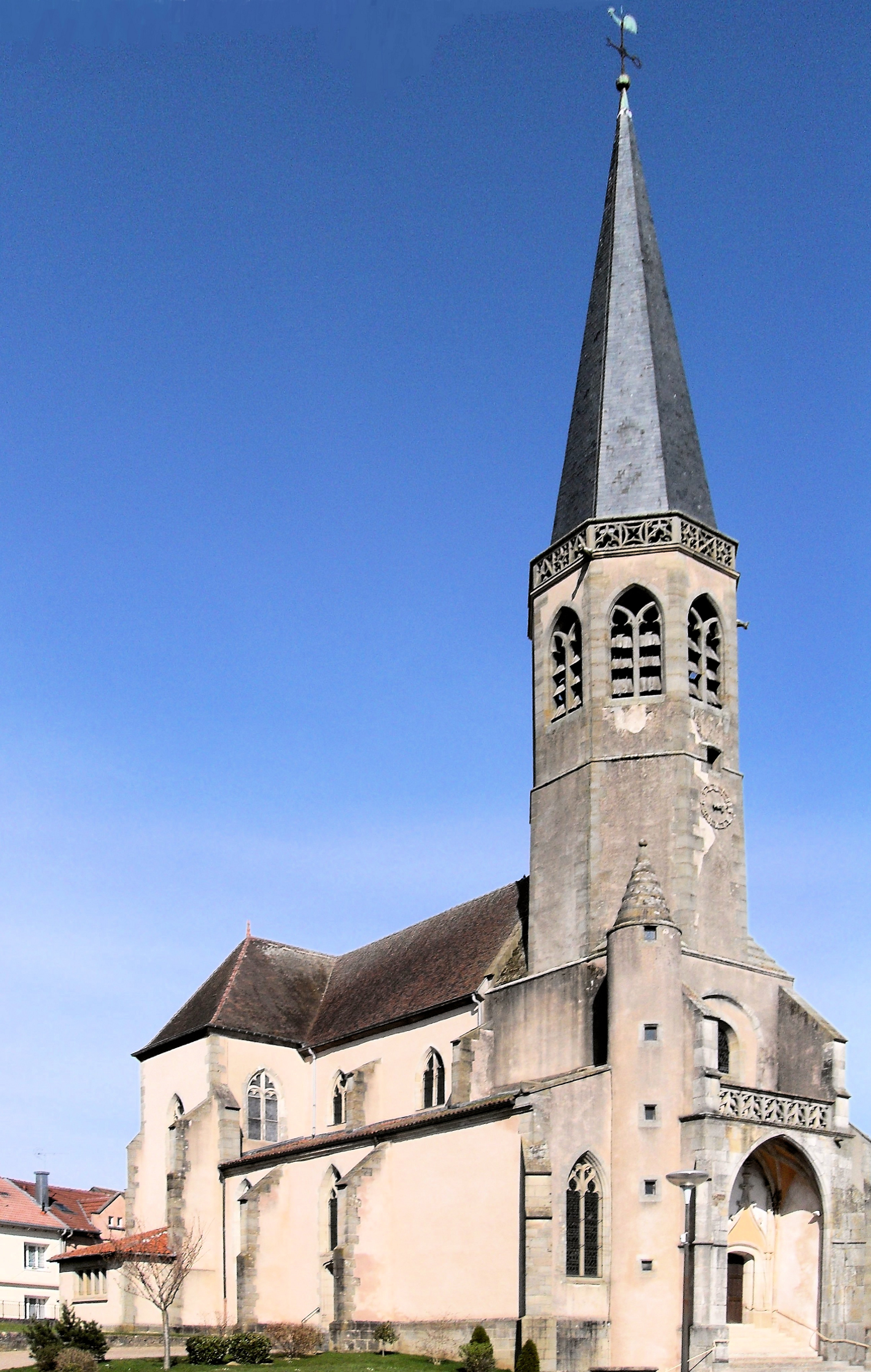
Kirche St. Laurentius
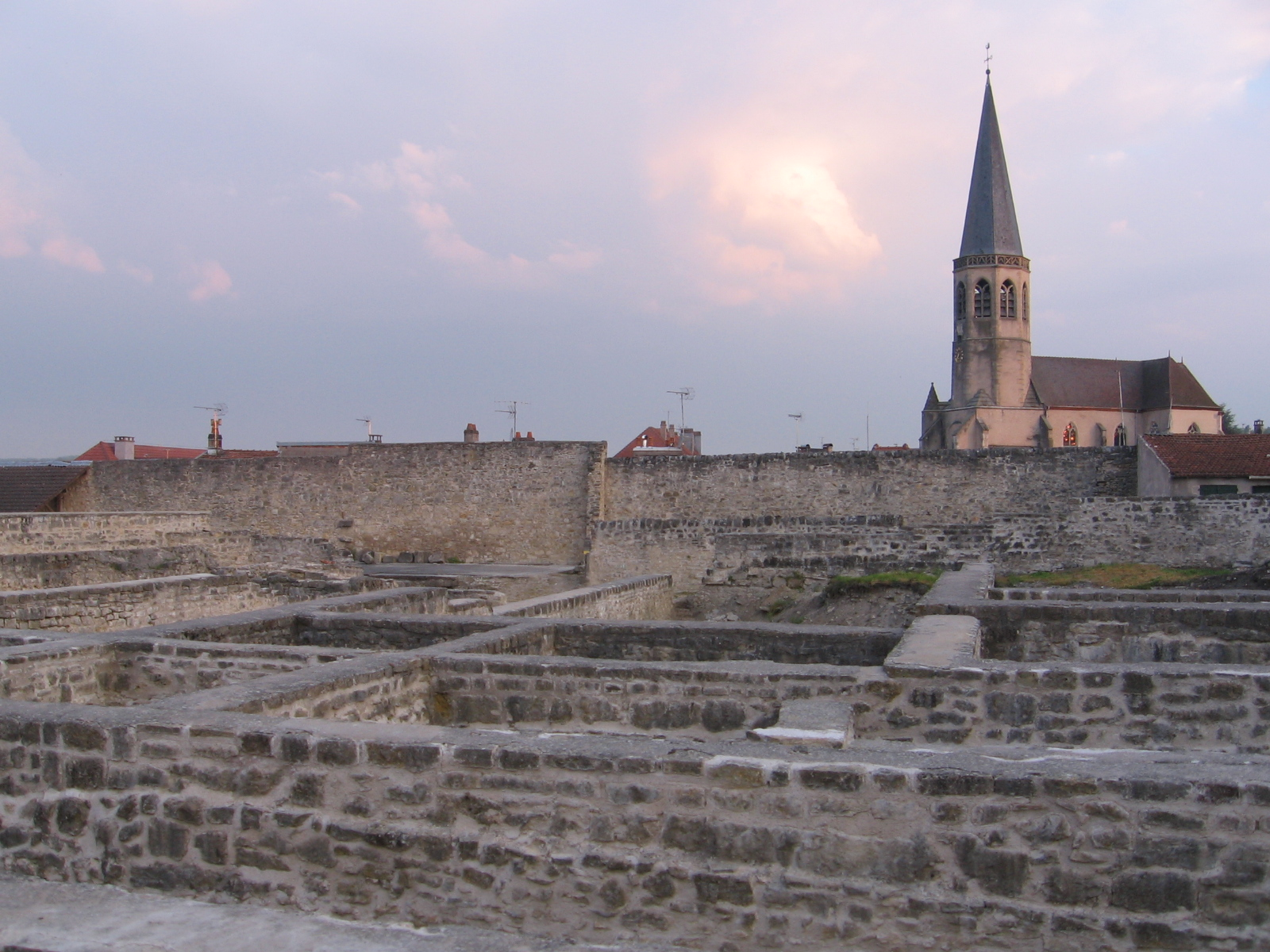
Ruinen der alten Festung

## Persönlichkeiten
- Jacky Boxberger (1949–2001), Sportler